# Christina Benecke
Christina Benecke (* 14. Oktober 1974 in Hamburg, heute Christina Potratz) ist eine deutsche Volleyball-Nationalspielerin.

## Karriere
Benecke kam erst im Alter von 14 Jahren zum Volleyball. Sie begann ihre Laufbahn beim SC Poppenbüttel. Als sie in der zweiten Liga mit der VG Alstertal-Harksheide eine ganz schlechte Saison erlebte, stand sie bereits kurz vor dem Karriere-Ende, aber ließ sich zu einem Engagement beim TV Fischbek überreden. Am 2. Januar 1997 gab sie in Bremen ihr Debüt in der deutschen Nationalmannschaft und erlebte im gleichen Jahr bei der EM in Tschechien ihr erstes großes Turnier.
1998 wechselte sie nach dem Vorrunden-Aus mit der DVV-Auswahl bei der WM in Japan für eine Saison zum Schweriner SC und zog anschließend weiter nach Italien, nachdem sie dort bei der EM den vierten Platz belegt hatte. Als Legionärin fuhr sie mit der Nationalmannschaft zu den Olympischen Spielen in Sydney (Rang sechs) und zu ihrer dritten Europameisterschaft in Bulgarien.
2002 kehrte sie nach drei Jahren im Ausland schließlich zurück nach Hamburg, wo sie bis heute aktiv ist. Ihren bislang größten Erfolg mit der Nationalmannschaft feierte sie bei der EM 2003, als sie in der Türkei Bronze gewann. Ein Jahr später nahm sie nach der als „Wunder von Baku“ gefeierten Qualifikation zum zweiten Mal an Olympischen Spielen teil, wo es jedoch „nur“ zum neunten Platz reichte. Bei der WM 2006 in Japan gab es trotz einer guten Vorrunde am Ende mit Rang elf ein noch schlechteres Ergebnis. Seit 2009 ist Christina Benecke beim SC Alstertal-Langenhorn als Spielertrainerin aktiv. Mit dem Team wurde sie Hamburger Meisterin und stieg in die Regionalliga und später in die dritte Liga auf.

## Privates
Christina Potratz ist geschieden; sie hat einen Sohn und eine Tochter, mit denen sie in Jersbek/Schleswig-Holstein lebt.